# Varde

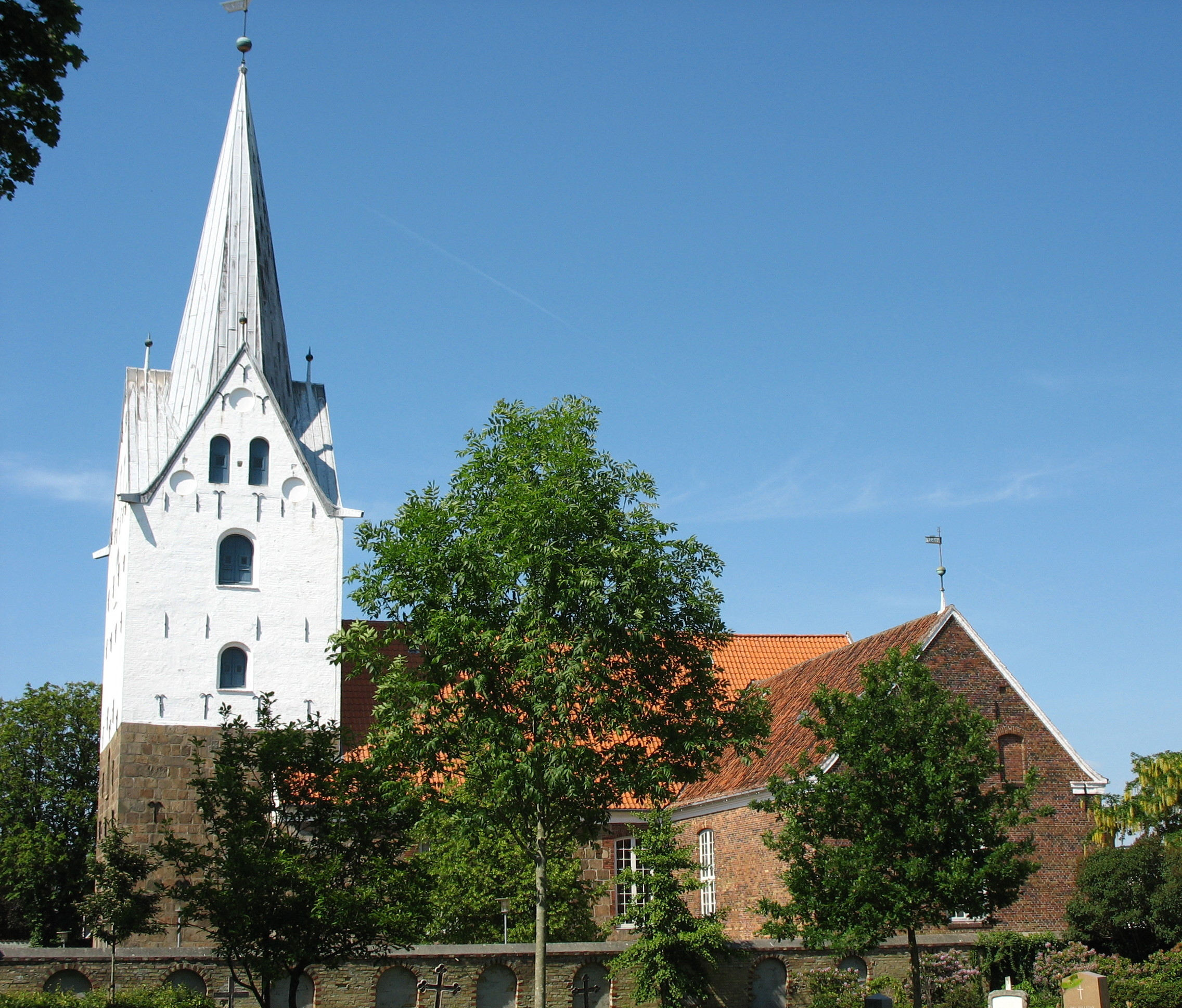
Kościół w Varde

Varde – miasto w południowo-zachodniej Jutlandii (region Dania Południowa, d. okręg Ribe Amt), siedziba władz gminy Varde (starej i nowej) w Danii, nad rzeką Varde Å.
Centralny punkt miasta stanowi romański kościół św. Jakuba (Sct. Jacobi), wybudowany w XII lub XIII wieku.

## Miasta partnerskie
- Salo, Finlandia
- Levanger, Norwegia
- Kramfors, Szwecja
- San Mateo, USA
- Sztum, Polska